# داغ ننگ (فیلم ۱۹۲۶)
داغ ننگ (به انگلیسی: The Scarlet Letter) یک فیلم درام به کارگردانی ویکتور شوستروم است که در سال ۱۹۲۶ منتشر شد. از بازیگران آن می‌توان به لیلین گیش و هاردینگ بی والثال اشاره کرد.
فیلمنامهٔ این فیلم بر اساس رمانِ داغ ننگ اثر ناتانیل هاوثورن نگاشته شده است. نسخه‌هایی از این فیلم در آرشیو فیلم کمپانی یونایتد آرتیستز/مترو گلدوین مایر و نیز در آرشیو سینمایی-تلویزیونی دانشگاه کالیفرنیا، لس‌آنجلس موجود است.